# دگرماندرق
دگرماندرق (یا به زبان محلی درماندره) روستایی است که در استان اردبیل، شهرستان نمین، بخش مرکزی، دهستان ویلکیج شمالی قرار دارد.

## جمعیت
بر اساس سرشماری سال ۱۳۸۵ جمعیت این روستا ۵۱۸ نفر با ۱۰۳ خانوار بوده‌است.